# 索马里民族主义
索马里民族主义是一种主张将所有拥有族源、语言和文化的索马里人统一在一个旗帜下的民族主义意识形态。其最早的表现可以追溯到中世纪的阿达尔苏丹国和阿朱兰苏丹国，而在当代，通常追溯到“疯狂毛拉”（这是大英帝国在瓜分非洲时期对穆罕默德·阿卜杜拉·哈桑的称呼）。1943年成立的索马里青年联盟是索马里在国家统一和独立之前最具影响力的政治组织之一。值得注意的是，索马里游击民兵组织青年党将索马里民族主义融入其伊斯兰主义意识形态中。